# 谌家矶线路所
谌家矶线路所位于滠武铁路上行线K3+799处，滠口站与楠姆庙线路所之间。由中国铁路武汉局集团，不办理客货运业务，仅作列车跨线使用。

## 站场设施
线路所呈西—东走向。线路设备设于两桥间的路堤上，有道岔6组，安全线2条，单渡线2条。滠武铁路上行线正线贯穿线路所，自丹水池站引出的丹水池联络线（上行线）在此汇入滠武铁路上行正线；本线路所同时引出天兴洲普客联络线（上行线）联通京广高速铁路L1/L2线路所。